# Rhoptromyrmex globulinodis
Rhoptromyrmex globulinodis é uma espécie de formiga do gênero Rhoptromyrmex, pertencente à subfamília Myrmicinae.